# Galaxy Angel: Moonlit Lovers
Galaxy Angel: Moonlit Lovers (ギャラクシーエンジェル ムーンリットラヴァーズ?, Gyarakushī Enjeru Mūnritto Ravāzu) è un videogioco pubblicato dalla Broccoli per Windows il 22 agosto 2003 e per PlayStation 2 il 26 febbraio 2004. Il videogioco, pubblicato esclusivamente in Giappone, fa parte del franchise Galaxy Angel, ed è il secondo di tre videogiochi.

## Colonna sonora
Sigla di apertura
- Eternal Love 2003 cantata da Angel-tai

Sigla di chiusura
- Tenshi-tachi no Kyuusoku cantata da Mari Iijima

Insert Song
- Eternal Love cantata da Angel-tai

## Accoglienza
Al momento dell'uscita, i quattro recensori della rivista Famitsū hanno dato un punteggio di 29/40 alla versione per PlayStation 2.